# سرپاور پرنده نئون
سرپاور پرنده نئون(نام علمی: Ommastrephes bartramii) نام یک گونه از تیره سرپاور پرنده است.